# Johnson Mesa
Die Johnson Mesa ist ein großer Tafelberg im Norden der westantarktischen James-Ross-Insel. Auf der Ulu-Halbinsel ragt er nördlich der Abernethy Flats zwischen dem Crame Col und dem Bibby Point am Ufer der Brandy Bay auf.
Das UK Antarctic Place-Names Committee benannte ihn 2006 nach der Geochemikerin Joanne S. Johnson (* 1977) vom British Antarctic Survey, deren Arbeiten zu einer neuen Methodik zur Entdeckung alter Eisschilde anhand von Veränderungen in der Mineralchemie geführt hatte.